# Stenoptilia veronicae
Stenoptilia veronicae is een vlinder uit de familie vedermotten (Pterophoridae). De wetenschappelijke naam is voor het eerst geldig gepubliceerd in 1932 door Karvonen.
De soort komt voor in Europa.